# Denis-Toussaint Lesage
Pour les articles homonymes, voir Lesage et Le Sage.
Denis-Toussaint Lesage, né le 15 août 1758 à Chartres, mort le 21 prairial an IV (le 9 juin 1796) à Paris, est un homme politique de la Révolution française.
Il est surnommé Lesage d'Eure-et-Loir pour être différencié de son collègue et homonyme Gaspard Lesage-Senault, député du département du Nord. 

## Biographie
Denis-Toussaint Lesage naît le 15 août 1758, à Chartres (généralité d'Orléans, actuel département d'Eure-et-Loir). Il est le fils de Jean-Baptiste Gilles Lesage, « procureur aux bailliage et présidial de Chartres », et de Marie Louise Paragot. 

### Mandat à la Convention
La monarchie constitutionnelle, mise en place par la constitution du 3 septembre 1791, prend fin à l'issue de la journée du 10 août 1792 : les bataillons de fédérés bretons et marseillais prennent le palais des Tuileries. Louis XVI est suspendu et incarcéré avec sa famille à la tour du Temple. 
En septembre 1792, Denis-Toussaint Lesage, alors président du tribunal de Chartres, est élu député du département d'Eure-et-Loir, le cinquième sur neuf, à la Convention nationale. 
Dès le début de son mandat, Lesage est élu membre du Comité de division. En janvier 1793, il est élu secrétaire de la Convention aux côtés de Jean Henri Bancal des Issarts et d'Antoine-Joseph Gorsas, sous la présidence de Pierre Vergniaud. 
Il siège sur les bancs de la Gironde. Lors du procès de Louis XVI, il vote la mort et se prononce en faveur de l'appel au peuple et en faveur du sursis à l'exécution. En avril 1793, il est absent lors du scrutin sur la mise en accusation de Jean-Paul Marat. Celui-ci le dénonce cependant, un mois plus tard dans son journal, comme « membre de la faction des hommes d’État ». En mai, il est également absent lors du scrutin sur le rétablissement de la Commission des Douze. 
Denis-Toussaint Lesage est en effet envoyé en mission, en avril 1793, dans le département de l'Orne, aux côtés de Claude Duval, de Jacques Mariette et de Pierre Plet-Beauprey. Leur mission est élargie quelques semaines plus tard au département du Loiret.
À l'issue de la journée du 2 juin, Duval, Lesage, Mariette et Plet-Beauprey sont rappelés à la Convention sur les motions de François-Louis Bourdon et Jean Julien, députés montagnards, qui les accusent d'avoir favorisé la contre-révolution durant leur mission. Lesage est également compris dans  le décret d'arrestation des vingt-deux girondins. Il ne se rend pas au décret et s'enfuit, et est déclaré « traître à la patrie » le 28 juillet 1793. 
En vertu du décret du 8 ventôse an III (18 mars 1795), lui et les autres députés décrétés hors-de-la-loi sont réintégrés à la Convention. Denis-Toussaint Lesage est élu membre du Comité de Salut public en germinal an III (avril 1795). En floréal (mai), aux côtés de Jacques-Antoine Creuzé-Latouche, il sort du Comité pour intégrer la Commission des Onze, chargée de rédiger le projet constitutionnel. En messidor (juin), il est réélu membre du Comité de Salut public. 
L'historienne Christine Le Bozec juge que Lesage fait partie, aux côtés de François-Antoine Boissy-d'Anglas, de Jean-Denis Lanjuinais et de Pierre Durand de Maillane, des « républicains opportunistes » au sein de la Commission des Onze. L'historien Marcel Dorigny abonde dans le même sens en les qualifiant de « Girondins de gouvernement », opposés aux Girondins hostiles à un compromis avec le royalisme. 

### Mandat aux Cinq-Cents
Réélu le 23 vendémiaire an IV au Conseil des Cinq-Cents, il y prend notamment la défense du général Francisco de Miranda et mourut pendant la session de cette assemblée.
Il est confondu dans les notices de certains dictionnaires (comme la Biographie universelle de Michaud) avec Bernard Marie Sage (appelé Bernard Marie Lesage).